# Farní sbor Českobratrské církve evangelické v Uherském Hradišti
Farní sbor Českobratrské církve evangelické v Uherském Hradišti je sborem Českobratrské církve evangelické v Uherském Hradišti. Sbor spadá pod Východomoravský seniorát.
Sborovým farářem je Michal Vogl, pastorační pracovnicí Jitka Voglová. Kurátorkou sboru je Eva Sovišová.

## Faráři sboru
- Josef Jadrníček (1924 - 1946)
- Karel Veselý (1938–1940)
- Jaromír Sečkař (1961–1963)
- Bohuslav Otřísal (1963–1970)
- Jan Hudec (1981–1988, 1988–1991, 1991–1996)
- Pavla Hudcová (1995–1996)
- Marek Váňa (1997–1998, 1999–2009)
- Michal Vogl (2012 - dosud)